# Eutelsat 12 West A
Eutelsat 59A (successivement Atlantic Bird 1, Eutelsat 12 West A, Eutelsat 36 West A), était un satellite de télécommunications appartenant à l'opérateur Eutelsat qui a été désorbité en 2018. Situé à 12,5° ouest jusqu'en 2016, il diffusait des chaînes de télévision, des radios ainsi que d'autres données numériques. Il était utilisé principalement pour des transmissions professionnelles.
Construit par Alenia Spazio sur une plateforme Italsat, il est équipé de 24 répéteurs en bande Ku diffusant sur l'Europe, l'Afrique du nord, le Moyen-Orient, l'Amérique du Nord et l'Amérique du Sud.
Il a été lancé le 28 août 2002 à 22 h 45 UTC, soit 0 h 45 le 29 août heure de Paris, par une fusée Ariane 5 (vol 155) depuis le port spatial de Kourou avec le satellite météorologie MSG 1. Il avait une masse au lancement de 2 700 kg. Sa durée de vie estimée est de 16 à 17 ans.

## Mission
Après le lancement, le satellite Atlantic Bird 1 a utilisé son moteur d'apogée pour atteindre l'orbite géostationnaire, se positionnant à la longitude 12,5° Ouest. En décembre 2011, Eutelsat annonça que leurs satellites seraient renommés selon une marque unifiée effective à partir de mars 2012. Ce satellite devint Eutelsat 12 West A à 12,5° Ouest. En 2016, il a été déplacé à 36° Ouest et appelé Eutelsat 36 West A. Début 2018, il a été déplacé à 59° Est et appelé Eutelsat 59A avant d'être placé sur une orbite cimetière en octobre 2018.